# Departament de Quetzaltenango
El departament de Quetzaltenango (kitxé Xelajú) és un departament de Guatemala. La seva capçalera és Quetzaltenango. El departament de Quetzaltenango té 1.953 km², equivalents a l'1,8% del territori nacional. A nivell departamental el 60,57% de la població és indígena, percentatge superior a l'observat a nivell nacional (41,9%); els grups ètnics predominants són els kitxés i mams. Es parla castellà, idioma oficial, però també es parla kitxé i mam. És important assenyalar que moltes de les dones indígenes joves ja no vesteixen els seus vestits regionals (típics).

## Història
El departament de Quetzaltenango va ser creat per decret de l'Assemblea Nacional Constituent el 16 de setembre de 1845.

## Geografia
La població total del departament de Quetzaltenango, censada en 2002 va ser de 624.716 habitants, que equival a un 6,0% del total nacional. Per al període 1981-1994 la taxa de creixement anual va ser d'1,8, inferior a la mitjana nacional que va arribar a 2,5%. La composició de la població és d'un 40% a nivell urbà i 60% a nivell rural.
Actualment la capital de Quetzaltenango es constitueix en un lloc estratègic per al comerç i els serveis, així com per a la indústria tèxtil i d'alcohol a nivell nacional. Un altre sector que ha tingut un repunt interessant a la ciutat és el sector de la construcció, ja que ha proliferat la indústria de serveis per a la construcció, a causa de l'increment de centres comercials, colònies i condominis. Ha d'esmentar-se que la seva capçalera és un centre de serveis educatius, especialment universitaris.
Un altre dels municipis de Quetzaltenango amb gran puixança econòmica i cultural és Coatepeque. El seu nom té origen nàhuatl i es deriva de les paraules “coatl” que significa colobra i “tepeo” que vol dir turó o lloc. És el municipi més gran del departament, atenent al seu aspecte geogràfic. Allí es troben més de 30 jaciments arqueològics, entre els quals destaca un que es coneix com La Felicidad. Coatepeque compta amb atractius balnearis i rius.
Dins dels seus cultius destaquen: cafè, blat de moro, fruita, palmera d'oli, sèsam, arròs i hule. És una zona ramadera, industrial i de gran activitat comercial.
El departament es caracteritza per tenir atractius turístics com: el Cerro del Baúl, el Cerro Siete Orejas, Cerro Quemado, els banys d'Almolonga Cirilo Flores, las Delicias, las Fuentes Georginas, la llacuna de Chicabal i altres, la qual cosa ha determinat que el nombre de turistes hagi augmentat en els últims anys. Així com el 15 de setembre, que es commemora la independència de Guatemala amb una sèrie d'activitats al llarg del mes.

## Divisió administrativa
El departament està dividit en 24 municipis:
1. Almolonga
2. Cabricán
3. Cajolá
4. Cantel
5. Coatepeque
6. Colomba
7. Concepción Chiquirichapa
8. El Palmar
9. Flores Costa Cuca
10. Génova
11. Huitán
12. La Esperanza
13. Olintepeque
14. Palestina de Los Altos
15. Quetzaltenango
16. Salcajá
17. San Carlos Sija
18. San Juan Ostuncalco
19. San Francisco La Unión
20. San Martín Sacatepéquez
21. San Mateo
22. San Miguel Sigüilá
23. Sibilia
24. Zunil

## Jaciments arqueològics
- Chojolom